# 110416 Cardille
110416 Cardille este o planetă minoră (asteroid) din centura de asteroizi. A fost descoperită pe 11 octombrie 2001 la Goodricke-Pigott Observatory⁠(d) de Roy A. Tucker⁠(d). 
Obiectul prezintă o orbită caracterizată de o semiaxă mare de 3,1893300262901 UAi, o excentricitate de 0,18896321352681, o înclinație de 9,080745949013 ° în raport cu ecliptica.